# گلنوود، میسوری
گلنوود (به انگلیسی: Glenwood) یک روستا (ایالات متحده آمریکا) در ایالات متحده آمریکا است که در شهرستان شویلر، میزوری واقع شده‌است.
 گلنوود ۱٫۹۲ کیلومتر مربع مساحت و ۱۹۶ نفر جمعیت دارد و ۳۰۰ متر بالاتر از سطح دریا واقع شده‌است.